# George Moose

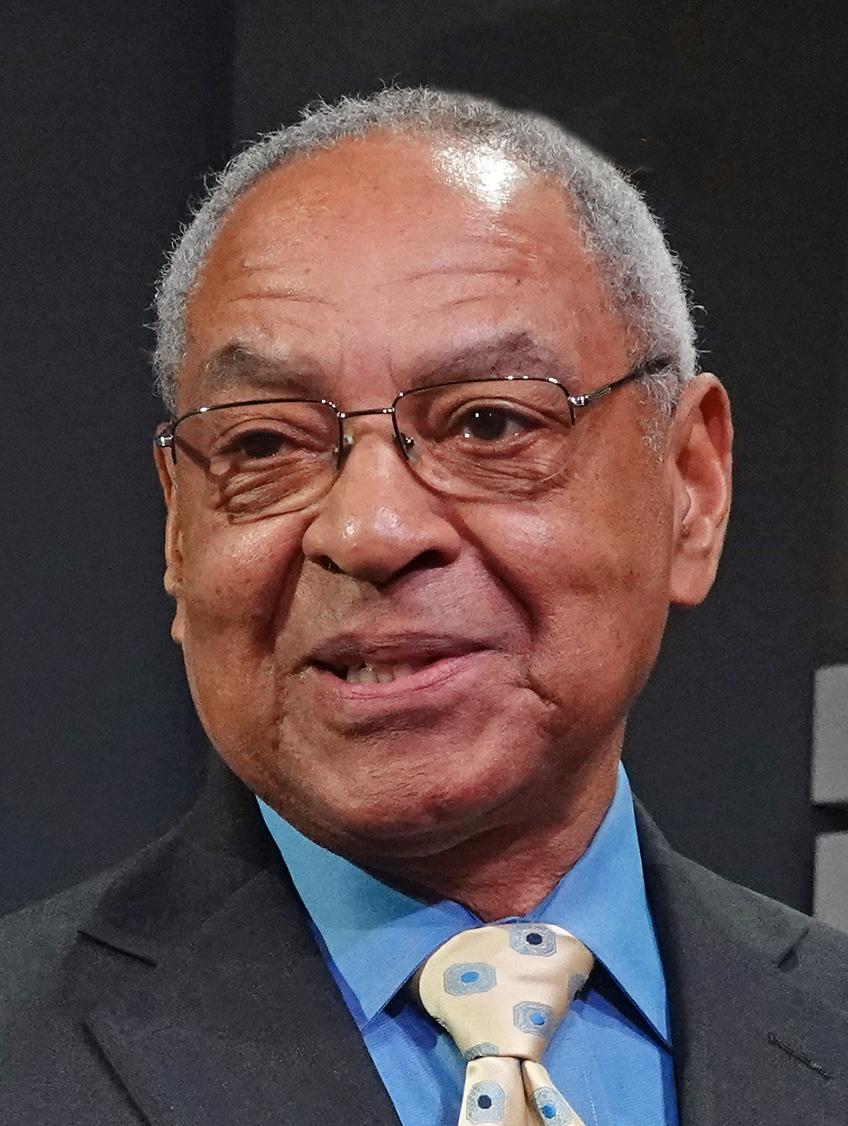
George Moose (2024)

George Edward Moose (Nova Iorque, 23 de junho de 1944) é um diplomata norte-americano que serviu como Secretário Adjunto de Estado para Assuntos Africanos, Embaixador nas agências da ONU em Genebra e Embaixador no Benim e no Senegal. Ele é conhecido principalmente por servir como Secretário Adjunto de Estado para Assuntos Africanos na Administração Hillary Clinton durante o genocídio em Ruanda.

## Biografia
George Moose nasceu em Nova Iorque em 1944 e foi criado em Denver, Colorado. Ele teve o diploma de diploma na faculdade de direito Grinnell College.
O secretário Moose liderou a delegação americana que participou na primeira Conferência Internacional de Tóquio sobre Desenvolvimento Africano em outubro de 1993.